# ليغا برو 2002–03
ليغا برو 2002–03 (بالبرتغالية: Liga de Honra de 2002–03‏) هو موسم من ليغا برو. فاز فيه نادي ريو أفي.